# A Night to Remember (album Cyndi Lauper)
A Night to Remember è il terzo album di Cyndi Lauper pubblicato nel 1989 dalla Epic Records.

## Il disco

### Produzione
L'album A Night To Remember è stato co-prodotto anche da Phil Ramone (A Night To Remember, I Don't Want To Be Your Friend) con la collaborazione di Eric Clapton alla chitarra e Desmond Child (Insecurious).

#### Kindred Spirit
In origine l'album A Night To Remember era stato intitolato Kindred Spirit ed aveva un artwork finale in fase di stampa esistente. Lo scarso successo ai botteghini della pellicola Il segreto della piramide d'oro (Vibes), diretta da Ken Swapis, in cui Cyndi Lauper ha anche registrato il brano Hole In My Heart (All The Way To China) per la colonna sonora, ha cambiato i piani di pubblicazione dell'album: oltre uno spostamento nell'ordine delle canzoni in scaletta, Hole In My Heart e Don't Look Back sono state sostituite da A Night To Remeber, I Don't Want To Be Your Friend e Dancing With A Stranger. Il titolo Kindred Spirit che riprende anche un Intro nella stesura definitiva dell'album, viene scartato e Hole In My Heart, oltre a non essere inclusa nella colonna sonora del film, è stata pubblicata solo come ultima traccia nell'edizione giapponese dell'album A Night To Remember.

### Pubblicazione
L'album A Night To Remember è stato pubblicato nel 1989, dalla CBS Records ed Epic Records.
Nel 2008 in Giappone è stata pubblicata dalla Sony un'edizione cartonata, insieme anche agli album She's So Unusual e True Colors, con un'ulteriore versione di Hole In My Heart presente nell'album A Night To Remember.

## Tracce
1. Intro - 0:26
2. I Drove All Night - 4:10 (B. Steinberg - T. Kelly)
3. Primitive - 3:48 (C. Lauper - B. Steinberg - T. Kelly)
4. My First Night Without You - 3:00 (C. Lauper - B. Steinberg - T. Kelly)
5. Like A Cat - 3:24 (B. Steinberg - T. Kelly - C. Amphlett)
6. Heading West - 3:53 (C. Lauper - B. Steinberg - T. Kelly)
7. A Night to Remember - 3:43 (C. Lauper - F. Previte - D. Micale)
8. Unconditional Love - 3:54 (C. Lauper - B. Steinberg - T. Kelly)
9. Insecurious - 3:30 (C. Lauper - D. Child - D. Warren)
10. Dancing With A Stranger - 4:09 (C. Lauper - F. Previte - P. Chiten)
11. I Don't Want To Be Your Friend - 4:21 (D. Warren)
12. Kindred Spirit - 1:16 (C. Lauper)

Bonus tracks (solo in Giappone), 1989
1. Hole In My Heart - 3:59 (Orange)

Bonus track Epic/Legacy (solo in Giappone), 2008 / 2013
1. I Drove All Night - 4:09 [Live Summer Sonic 2007]